# Robert Stirling
Robert Stirling (25 d'octubre de 1790 - 6 de juny de 1878) i inventor del motor stirling.

## Biografia
Stirling va néixer a Cloag Farm prop de Methven, Perthshire. Estudià teologia a la Universitat d'Edinburgh i a la Universitat de Glasgow i va ser ministre religiós de l'Església d'Escòcia com a segon càrrec de Laigh Kirk de Kilmarnock el 1816.
El 1819 Stirling es casà amb Jean Rankin. Van tenir set fills incloent els enginyers de locomotores Patrick Stirling i James Stirling.
Stirling morí a Galston (East Ayrshire) el 1878.

## Invents

### Motor d'aire calent
Inventà el que ell anomenà Heat Economiser (actualment conegut com a intercanviador de calor regeneratiu (regenerative heat exchanger), un aparell per millorar l'eficiència tèrmica i de combustible en una gran varietat de processos industrials, obtnint-ne una patent el 1816. El 1818 construí la primera versió pràctica d'aquest motor, usada en una bomba d'aigua en la mineria.
La base teòrica del motor de Stirling, el cicle de Stirling, no seria ben compresa fins al treball fet per Sadi Carnot (1796–1832).

### Instruments òptics
De Kilmarnock estant, col·laborà amb l'inventor, Thomas Morton, els dos estaven interessats en l'astronomia i inventaren junts instruments òptics.

### Procés Bessemer
Robert Stirling s'assabentà el 1876 de la importància de la nova invenció de Henry Bessemer – el procediment Bessemer en la fabricació de l'acer – i expressà l'esperança que aquest nou acer milloraria els motors d'aire.